# Francie na Letních olympijských hrách 1960
Francii na Letních olympijských hrách v roce 1960 v italském Římě reprezentovala výprava 238 sportovců (210 mužů a 28 žen) v 19 sportech.

## Medailisté
| Medaile | Jméno                                                               | Sport     | Soutěž                           |
| ------- | ------------------------------------------------------------------- | --------- | -------------------------------- |
| Stříbro | Michel Jazy                                                         | Atletika  | Muži běh na 1500 m               |
| Stříbro | Robert Dumontois Jean Klein Claude Martin Jacques Morel Guy Nosbaum | Veslování | Muži čtyřka s kormidelníkem      |
| Bronz   | Abdoulaye Seye                                                      | Atletika  | Muži běh na 200 m                |
| Bronz   | Guy Lefrant Jack Le Goff Jehan Le Roy                               | Jezdectví | Jezdecká všestrannost - družstva |
| Bronz   | René Schiermeyer                                                    | Zápas     | muži, řecko-římský do 73 kg      |